# Tirol Cycling Team/Saison 2012
Dieser Artikel listet Erfolge und Fahrer des Tirol Cycling Team in der Saison 2012 auf.

## Erfolge in der UCI Europe Tour
| Datum         | Rennen                                            | Kat. | Sieger             |
| ------------- | ------------------------------------------------- | ---- | ------------------ |
| 21. Juni      | Ungarische Meisterschaft – Einzelzeitfahren (U23) | CN   | Péter Palotai      |
| 22. September | Tour of Vojvodina II part                         | 1.2  | Clemens Fankhauser |

## Zugänge – Abgänge
| Zugänge            | Team 2011                       | Abgänge                          | Team 2012                 |
| ------------------ | ------------------------------- | -------------------------------- | ------------------------- |
| Blaž Furdi         | Geox-TMC                        | Georg Preidler                   | Team Type 1-Sanofi        |
| Clemens Fankhauser | Champion System                 | Florian Gaugl                    | Team Vorarlberg           |
| Jure Golčer        | Perutnina Ptuj                  | Andreas Hofer                    | Team Vorarlberg           |
| Christoph Sokoll   | RC ARBÖ Gourmetfein Wels        | Patrick Konrad                   | Team Vorarlberg           |
| Stefan Praxmarer   | Union Raiffeisen Radteam Tirol  | Daniel Rinner                    | Team Vorarlberg           |
| Daniel Federspiel  | Tyrol-Team Radland Tirol (2008) | Stefan Mair                      | Karriereende              |
| Daniel Biedermann  | Neoprofi                        | Daniel Federspiel (bis 31. Juli) | Notebooksbilliger.de Team |

## Mannschaft
| Name               | Geburtstag        | Nationalität |
| ------------------ | ----------------- | ------------ |
| Daniel Biedermann  | 24. März 1993     | Österreich   |
| Norbert Dürauer    | 1. Februar 1986   | Österreich   |
| Clemens Fankhauser | 2. September 1985 | Österreich   |
| Blaž Furdi         | 27. Mai 1988      | Slowenien    |
| Jure Golčer        | 12. Juli 1977     | Slowenien    |
| Hannes Kapeller    | 29. Mai 1990      | Österreich   |
| Stefan Kirchmair   | 12. August 1988   | Österreich   |
| Maximilian Kuen    | 26. Mai 1992      | Österreich   |
| Marc Obkircher     | 23. Juni 1991     | Österreich   |
| Péter Palotai      | 4. Februar 1992   | Ungarn       |
| Stefan Praxmarer   | 1. März 1989      | Österreich   |
| Mario Schoibl      | 25. Juni 1990     | Österreich   |
| Christoph Sokoll   | 9. Mai 1986       | Österreich   |
| Harald Totschnig   | 6. September 1974 | Österreich   |
| Martin Weiss       | 15. April 1991    | Österreich   |
| David Wöhrer       | 14. Februar 1990  | Österreich   |